# 砂夢角鮟鱇
砂夢角鮟鱇（学名：Oneirodes appendixus），又名扁瓣夢鮟鱇、深海鮟鱇，为輻鰭魚綱鮟鱇目棘茄魚亞目夢角鮟鱇科夢角鮟鱇屬下的一个种，為深海魚類，分布於印度西太平洋海域，棲息深度780-1800公尺，體長可達13.5公分，棲息在中層水域，生活習性不明，不具任何經濟價值。